# Наукова дисципліна
Наукова дисципліна — самостійна галузь наукових знань або логіко-змістовна система наукових понять. Це більш вузьке поняття ніж академічна дисципліна, що включає також галузі знання, які не є строго науковими (філософія, мистецтво, теологія тощо).

## Суть
Наукову дисципліну визначає логічна система наукового знання, методів і засобів пізнання, які постійно розвиваються. Для неї є характериним розвиток понятійного апарату, посилення спеціалізації понять і мови науки, збільшення інформаційного поля наукових понять, поглиблення їх змісту та звуження їх обсягу. Конкретна наука відзначається системністю знань, без якої немає істини, має цілісністнь і відкритість змісту, що дає змогу розширювати її новими науковими фактами, законами, теоріями та ін.
Свої об'єкти вивчення наукова дисципліна розгладає з відповідного кута зору або аспекта. Так фізика моделює (описує) фізичний аспект досліджуваного об'єкта, хімія — хімічний, техніка — технічний і технологічний та ін., що по суті є відображенням аспектного принципу в науці.

## Історія розвитку
З нерозчленованого знання, що панувало в Архаїчній Греції, почали формуватися (математика, астрономія і медицина), потім первісна філософія (термін «філософія» вперше вживається Піфагором, а у вигляді окремої науки її вперше виділив Платон). Починає відбуватися процес «диференціації науки», що відповідав потребам стародавнього землеробства, навігації та будівництва. Наприклад, математика ще в IV ст. до н. е. поділяється на арифметику, геометрію й алгебру. Пізнавальна, пояснювальна і прогнозуюча функції науки стимулювала її розвиток, а її внутрішні й зовнішні суперечності вимагали подальшої диференціації. Образ науки, як сукупність наукових дисциплін, остаточно сформувався в середні віки.
В епоху Відродження) розвиток природознавства і зростаючі потреби техніки і промисловості привели до односторонньої диференціації науки, що було характерним до кінця першої половини XIX ст. Почала збільшувати кількість фундаментальних, а згодом прикладних і технічних наук (тепер нараховують більш ніж дві тисячі наукових дисциплін).
Диференціація науки дозволяє зводити складні явища до простих (принцип редукціонізму), розчленовувати досліджуваний об'єкт на частини (елементи) і вивчати певні його властивості або аспекти (сторони, рівні) методом наукового аналізу (елементаризько-аналітичний підхід). Це сприяло відкриттю і пізнанню значної кількості законів у різних галузях знань та їх практичному використанню. Проте у кінці XVIII ст. виникла альтернативна (протилежна) тенденція — процес інтеграції наукових дисциплін. Дослідження об'єктів (явищ, процесів) і світу з точки зору певних наукових дисциплін почало доповнюватися або замінюватися багатоаспектним, багатостороннім та інваріантним. Процес інтеграції наук на перший план висунув сам об'єкт дослідження, що розглядається з погляду різних наукових знань як субстрат (носій) усіх притаманних йому властивостей, функцій, форм руху і характеристик розвитку.

## Наукові і навчальні дисципліни
Навчальна дисципліна відображає за змістом лише ті наукові знання і способи діяльності, що відповідають ієрархії цілей навчання і доступні для засвоєння учнями на певному ступені навчання саме через те, що він є педагогічною моделлю відповідної наукової дисципліни.